# Resolução 295 do Conselho de Segurança das Nações Unidas
A Resolução 295 do Conselho de Segurança das Nações Unidas, aprovada em 3 de agosto de 1971, após receber uma carta do Representante Permanente no Guiné, um país liderado por Ahmed Sékou Touré, o Conselho afirmou sua integridade territorial e independência e decidiu enviar uma missão de três membros do Conselho à Guiné para consultar as autoridades e informar o situação imediatamente. A missão deveria ser nomeada após consulta entre o presidente do Conselho e o Secretário-Geral.
O pedido desta resolução ao governo da Guiné veio após uma série de incursões transfronteiriças do governo colonial portuguesas da Guiné Portuguesa no início de 1971, contra as bases guerrilheiras independentes do PAIGC na Guiné e o regime do país que apoiava e estava abrigando para seus líderes. Por sua vez, isso ocorreu um ano após a invasão da capital da Guiné, Conacri, (Operação Mar Verde) em 22 de novembro de 1970 por forças lideradas por portugueses que resgataram prisioneiros de guerra do exército português e destruíram bens militares dos guerrilheiros. Esses ataques cessaram, mas as tensões nas fronteiras continuaram até à independência da Guiné-Bissau, em 10 de setembro de 1974, devido aos eventos da Revolução dos Cravos em Lisboa, em 25 de abril de 1974.